# Байдари (Марнеульский муниципалитет)
Байдари (груз. ბაიდარი, азерб. Baydar) — село Марнеульского муниципалитета, края Квемо-Картли республики Грузия со 100 %-ным тюркским населением. Находится на юге Грузии, на территории исторической области Борчалы.

## История
По одной из версий, село Байдар было основано в XIV веке тюркским племенем ногайцев, бежавших из Крыма. В 1360-е годы в Орде вспыхнула «Великая замятня». В ходе междоусобных войн десятки ханов и претендентов на престол убивали друг друга в кровопролитных сражениях. Возвысившийся к тому моменту крымский наместник Мамай, враждовал с ногайским племенем Мангыт. По преданиям, он покорил один из родов крымских мангытов — Байдары и изгнал его на Кавказ. Уже будучи на Кавказе, Байдаров стал преследовать другой великий завоеватель — Тамерлан. Спасаясь от преследований, они несколько десятилетий кочевали по Кавказу, постепенно перейдя к оседлой жизни и основав здесь нескольких поселений. Одним из таких поселений и было село Байдар на юге Грузии, на территории исторической провинции Борчалы.. По другой версии, население Байдара, переселенцы из Османской империи.

## География
Село расположенное восточнее автомагистрали Марнеули-Садахло, приблизительно в 11 километрах от города Рустави, на берегу реки Храми, у подножия горы, на высоте 330 метров над уровнем моря. Граничит с селами Куртлари, Квемо-Кулари, Земо-Кулари, Лежбадини, Кирихло и Диди-Муганло Марнеульского Муниципалитета.

## Население
По данным Государственного статистического комитета Грузии, согласно официальной переписи 2002 года, численность населения села Байдари составляет 1236 человека и на 100 % состоит из азербайджанцев.

## Экономика
Население в основном занимается овцеводством, скотоводством и овощеводством.

## Достопримечательности
- Мечеть[5]
- Средняя школа
- Маркет[6]